# Borgoforte
Borgoforte là một đô thị tại tỉnh Mantova trong vùng Lombardia của Italia, có vị trí cách khoảng 130 km về phía đông nam của Milano và khoảng 14 km về phía tây nam của Mantova. Tại thời điểm ngày 31 tháng 12 năm 2004, đô thị này có dân số 3.419 người và diện tích là 38,9 km².
Đô thị Borgoforte có các frazioni (các đơn vị trực thuộc, chủ yếu là các làng) Boccadiganda, Romanore, Pioppelle, Scorzarolo, và San Nicolò Po.
Borgoforte giáp các đô thị: Bagnolo San Vito, Curtatone, Marcaria, Motteggiana, San Benedetto Po, Viadana, Virgilio.